# Tony Knapp
Anthony Knapp, detto Tony (Newstead, 13 ottobre 1936 – Jørpeland, 22 marzo 2023), è stato un calciatore e allenatore di calcio inglese, di ruolo difensore.

## Carriera

### Giocatore

#### Club
Knapp vestì la maglia del Leicester City dal 1955 al 1961, collezionando 86 presenze. Passò poi al Southampton, totalizzando 233 apparizioni e 2 reti dal 1961 al 1967. Seguì una  breve esperienza al Coventry City.
Nel 1968 si trasferisce negli Stati Uniti d'America per giocare nel Los Angeles Wolves, società militante nella neonata NASL. Con i Wolves ottenne il terzo posto della Pacific Division, piazzamento insufficiente per ottenere l'accesso alla fase finale della North American Soccer League 1968.
Terminata l'esperienza americana torna in patria per giocane nel Tranmere e poi nel Poole Town.

### Allenatore
Proprio al Poole Town, cominciò la sua carriera da allenatore. Successivamente, si trasferì in Islanda e guidò il KR Reykjavík e la Nazionale (diventando contemporaneamente tecnico del Vidar). Dal 1978 al 1981, fu il tecnico del Viking: con questa squadra, nel 1979, realizzò il double. Dal 1982 al 1982, fu l'allenatore del Fredrikstad. Tornò poi ad essere commissario tecnico dell'Islanda, finché nel 1986 non fu scelto per guidare il Brann. Nel 1988, subentrò a Svein Hammerø come allenatore del Djerv 1919, non riuscendo però a salvare la squadra dalla retrocessione. Nel 2003, fu allenatore dello Staal e dello Stavanger. In seguito, guidò Hundvåg e Lillesand. Fece poi ritorno allo Staal, dove raggiunse per tre stagioni il secondo posto finale. Il 1º novembre 2011, dichiarò di non aver raggiunto l'accordo per il rinnovo contrattuale e che per questo avesse promesso alla sua famiglia d'essersi ritirato dal mondo del calcio.

## Palmarès

### Giocatore

#### Club

##### Competizioni nazionali
- Campionato inglese di seconda divisione: 1

Leicester City: 1956-1957

### Allenatore

#### Club

##### Competizioni nazionali
- Campionato norvegese: 1

Viking: 1979
- Coppa di Norvegia: 1

Viking: 1979